# Henry B. Cleaves

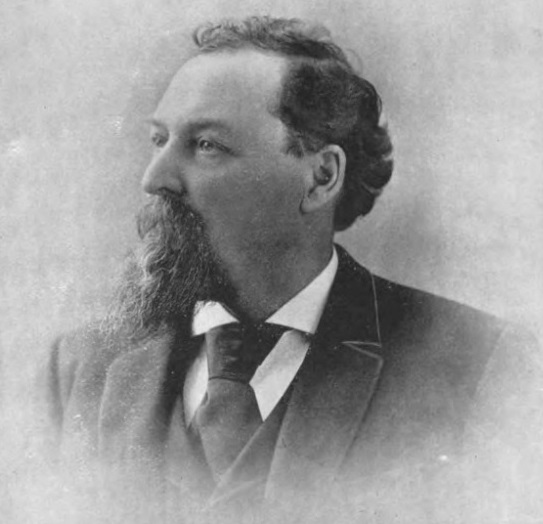
Henry B. Cleaves, 1893

Henry B. Cleaves (* 6. Februar 1840 in Bridgton, Cumberland County, Maine; † 22. Juni 1912 in Portland, Maine) war ein US-amerikanischer Politiker (Republikanische Partei) und von 1893 bis 1897 Gouverneur des Bundesstaates Maine.

## Frühe Jahre
Cleaves besuchte die örtlichen Schulen seiner Heimat. Während des Bürgerkrieges stieg er in der Unionsarmee vom einfachen Soldaten bis zum Leutnant auf. Nach dem Krieg studierte Cleaves Jura und wurde 1868 als Rechtsanwalt zugelassen. Danach begann er in Portland in diesem Beruf zu arbeiten. Zwischen 1876 und 1877 war der Republikaner Cleaves Abgeordneter im Repräsentantenhaus von Maine. Von 1877 bis 1879 war er Anwalt der Stadt Portland und dann von 1880 bis 1885 Justizminister (Attorney General) von Maine. Im Jahr 1892 wurde er als Kandidat seiner Partei zum neuen Gouverneur gewählt.

## Gouverneur von Maine
Cleaves trat sein Amt am 4. Januar 1893 an. Nach einer Wiederwahl im Jahr 1894 konnte er es bis zum 2. Januar 1897 ausüben. Seine Amtszeit wurde durch eine 1893 ausgebrochene Wirtschaftskrise überschattet, die nicht nur Maine, sondern die gesamten Vereinigten Staaten heimsuchte, und von der man sich nur sehr langsam erholte. Als Mitglied der Republikanischen Partei unterstützte Cleaves 1896 den Wahlkampf von William McKinley. Nach dem Ende seiner Gouverneurszeit zog sich Cleaves ins Privatleben zurück.